# Cabeza de familia

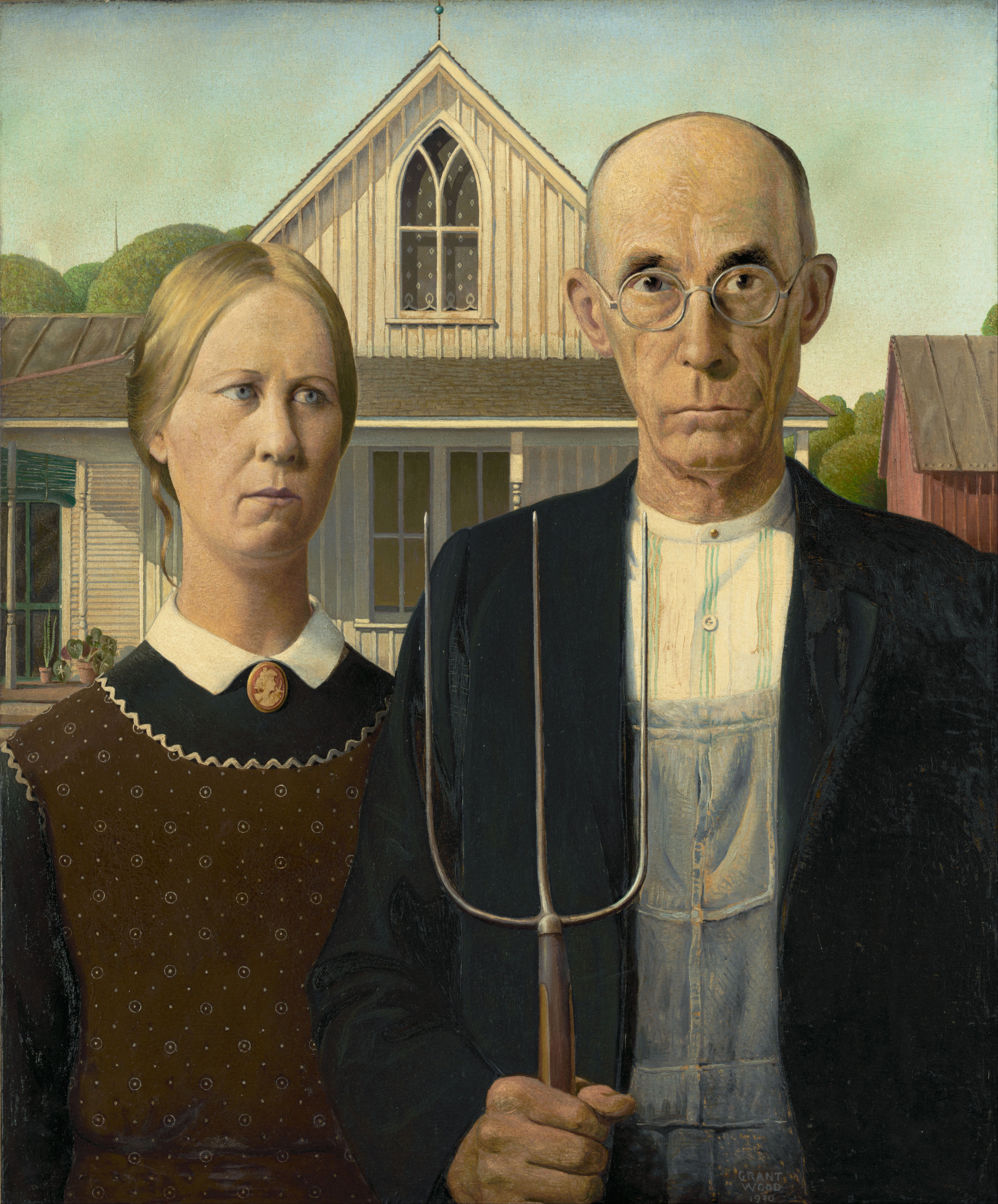
American Gothic, de Grant Wood, 1930.

Cabeza de familia o señor de la casa es la persona de mayor responsabilidad en una familia, que en el modelo tradicional de familia coincide con el padre de familia (el paterfamilias del derecho romano); es decir, el varón adulto, esposo de la mujer y padre de los hijos del matrimonio, cuya responsabilidad es mantenerlos. Si se produce su muerte (o su ausencia prolongada), puede ser la viuda (o la esposa presente) la que ejerza tal función; aunque tal cosa depende de los usos sociales y el derecho de familia de cada época y lugar, que pueden encomendarla a un tutor.
La palabra inglesa breadwinner significa "el que gana el pan" o "el sostén de la familia", y denomina el llamado breadwinner model. Tal modelo de sostén de la familia es un paradigma de la familia regida por el miembro de la familia que gana el pan para sostener al resto. El trabajo fuera de casa del cabeza de familia (tradicionalmente, el varón) proporcionaba a la familia los ingresos económicos (salarios, rentas o beneficios, así como prestaciones como las propias de la seguridad social); mientras que la función tradicionalmente reservada a la mujer como ama de casa (las denominadas tareas domésticas), eran esencialmente los cuidados tanto del cabeza de familia como de niños, ancianos y dependientes.
En las sociedades tradicionales se reservan a los cabezas de familia los derechos políticos y las obligaciones militares (que suelen venir juntas), e incluso determinadas funciones religiosas. Las transformaciones sociales y políticas de la sociedad contemporánea fueron ampliando derechos políticos y desvinculándolos de la estructura familiar. La generalización del trabajo femenino supuso la crisis de la tradicional división sexual del trabajo. A lo largo del siglo XX se generalizó el sufragio femenino en distintos países. También se establecieron situaciones intermedias: el Estatuto Municipal de 1924 concedió el voto, y el derecho a presentarse a las elecciones, a todos los cabezas de familia, fueran mujeres u hombres, en lo que se consideró un precedente del sufragio femenino en España.
Ya en el contexto histórico de la emancipación de la mujer, y sobre todo desde los años 1950, teóricos feministas y sociólogos han estado criticando cada vez más la división por género entre el trabajo y el cuidado y cuestionaban que el rol de sostén de la familia debiera ser cumplida por los hombres. Las políticas del gobierno noruego apuntan a los padres, como herramienta para cambiar las relaciones de género. En los años recientes se ha visto un cambio en las normas de género en cuanto a la función del rol de sostén de la familia en EE. UU. Un estudio realizado en 2013 por Pew Research apuntaba que las mujeres eran los sostenes de la familia únicos o primarios  en el 40% de relaciones heterosexuales con niños.

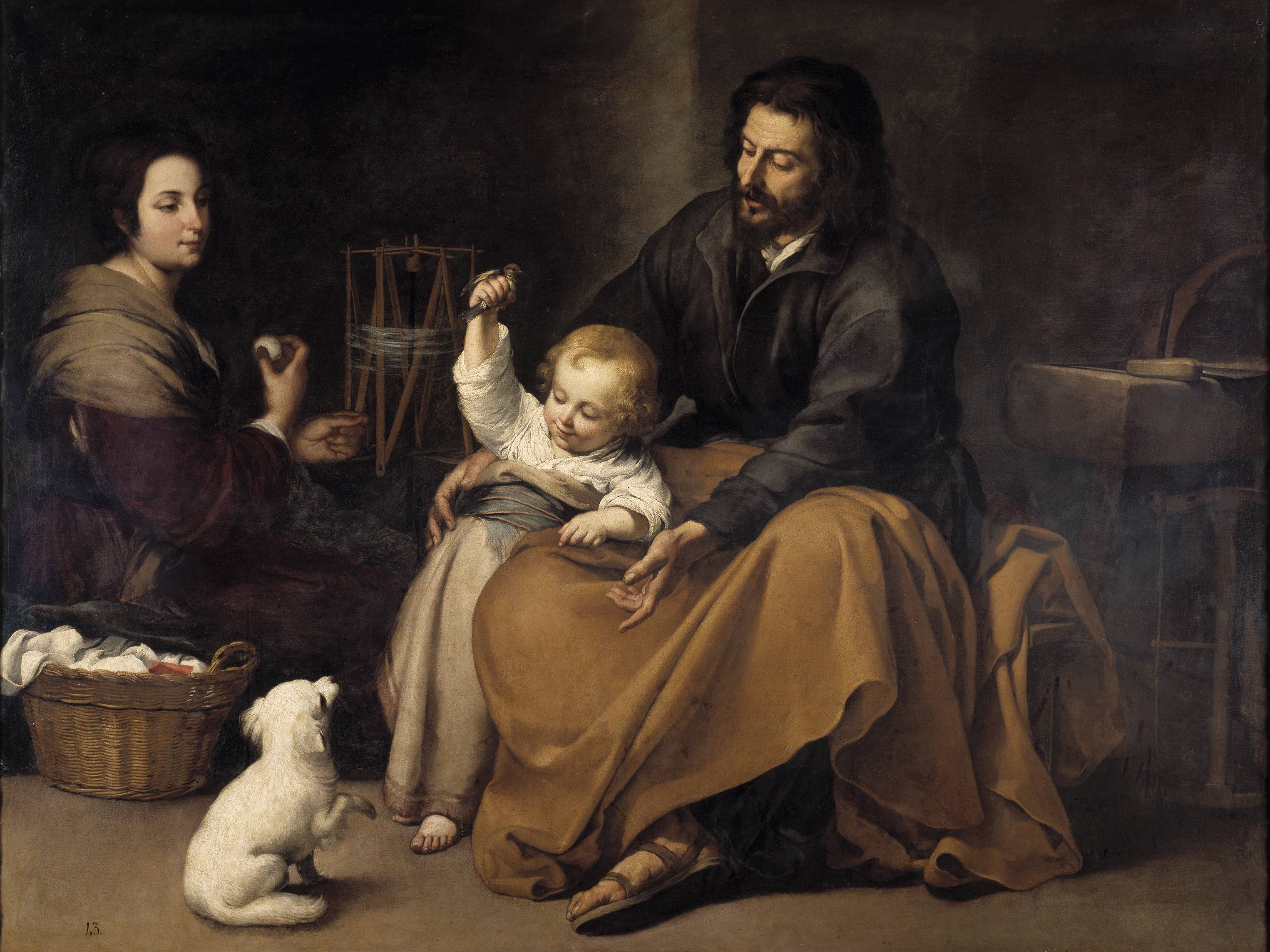
La Sagrada Familia del pajarito, de Bartolomé Esteban Murillo, ca. 1650.
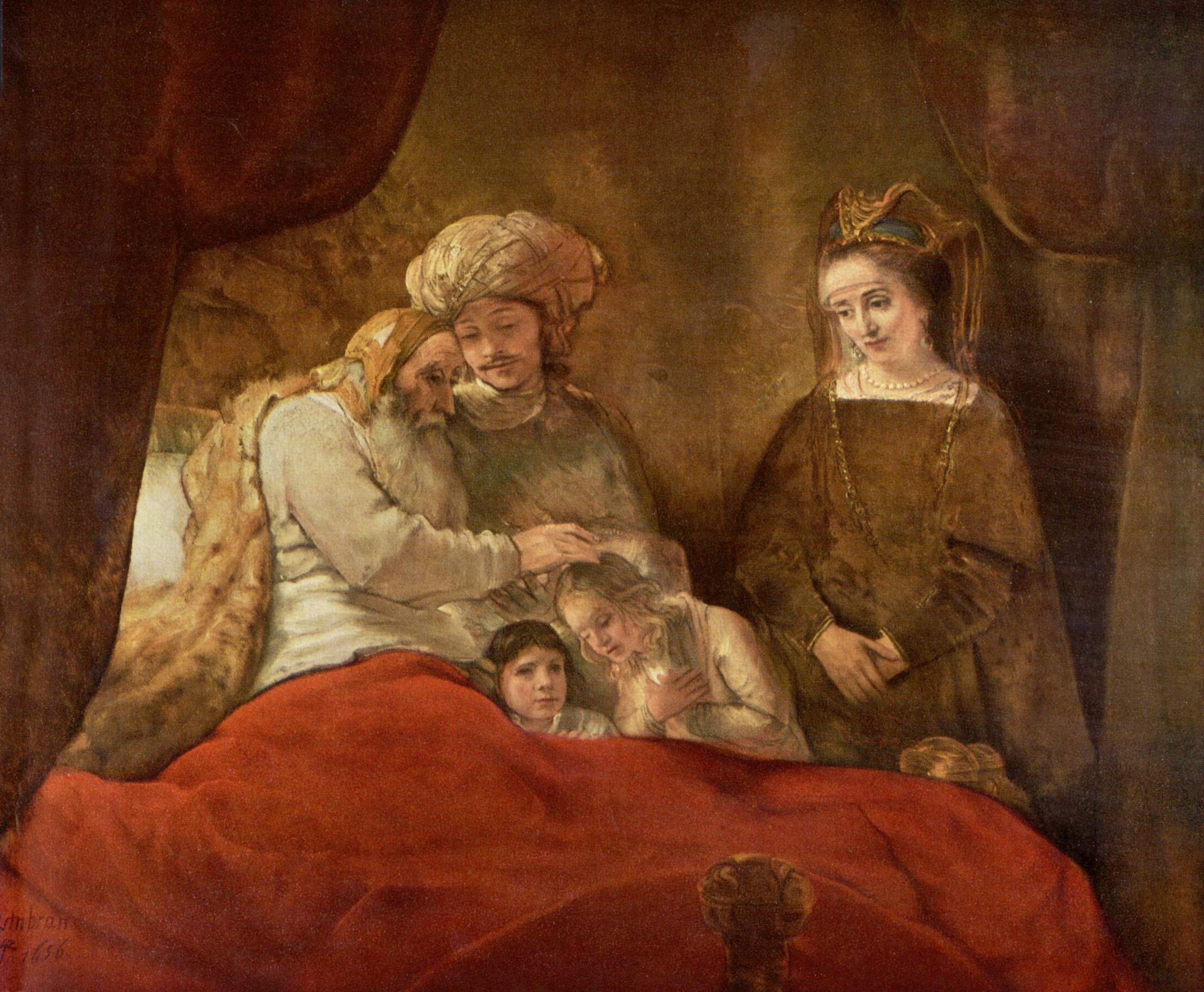
Jacob bendiciendo a Efraím y Manasés, de Rembrandt, 1656.
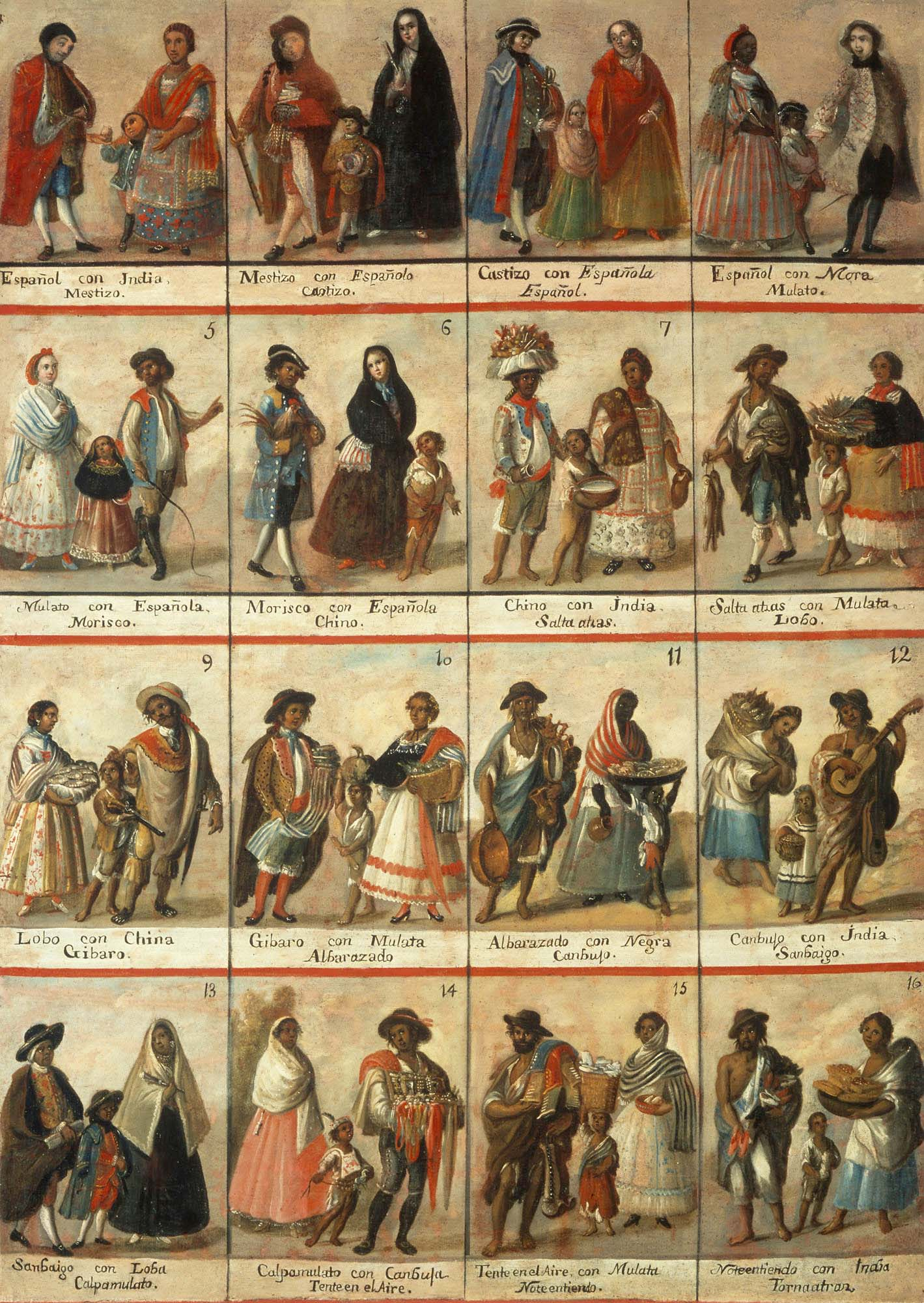
Cuadros de mestizaje en la América española, siglo XVIII.
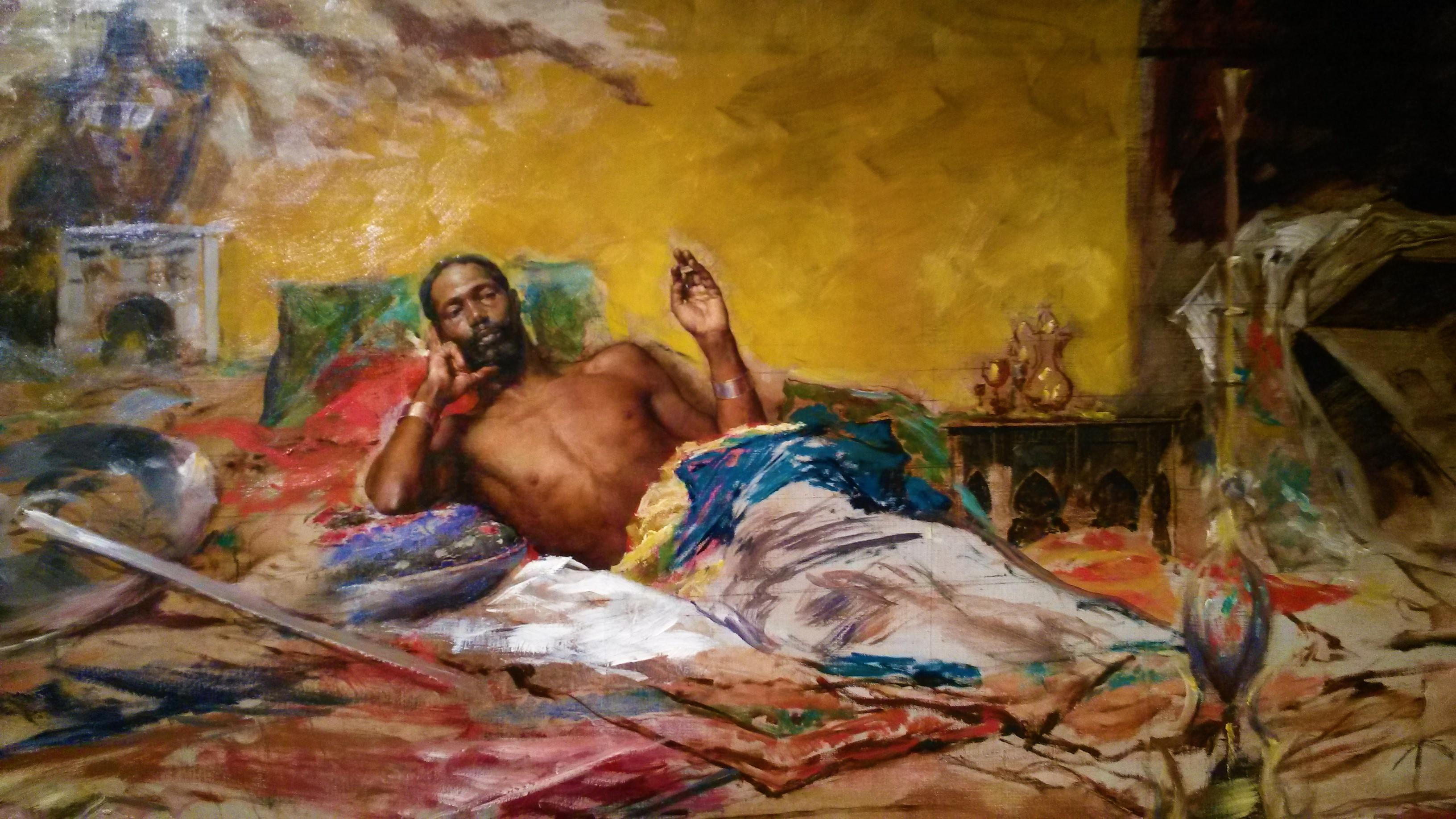
El descanso del guerrero, de Antonio Fabrés, 1878.
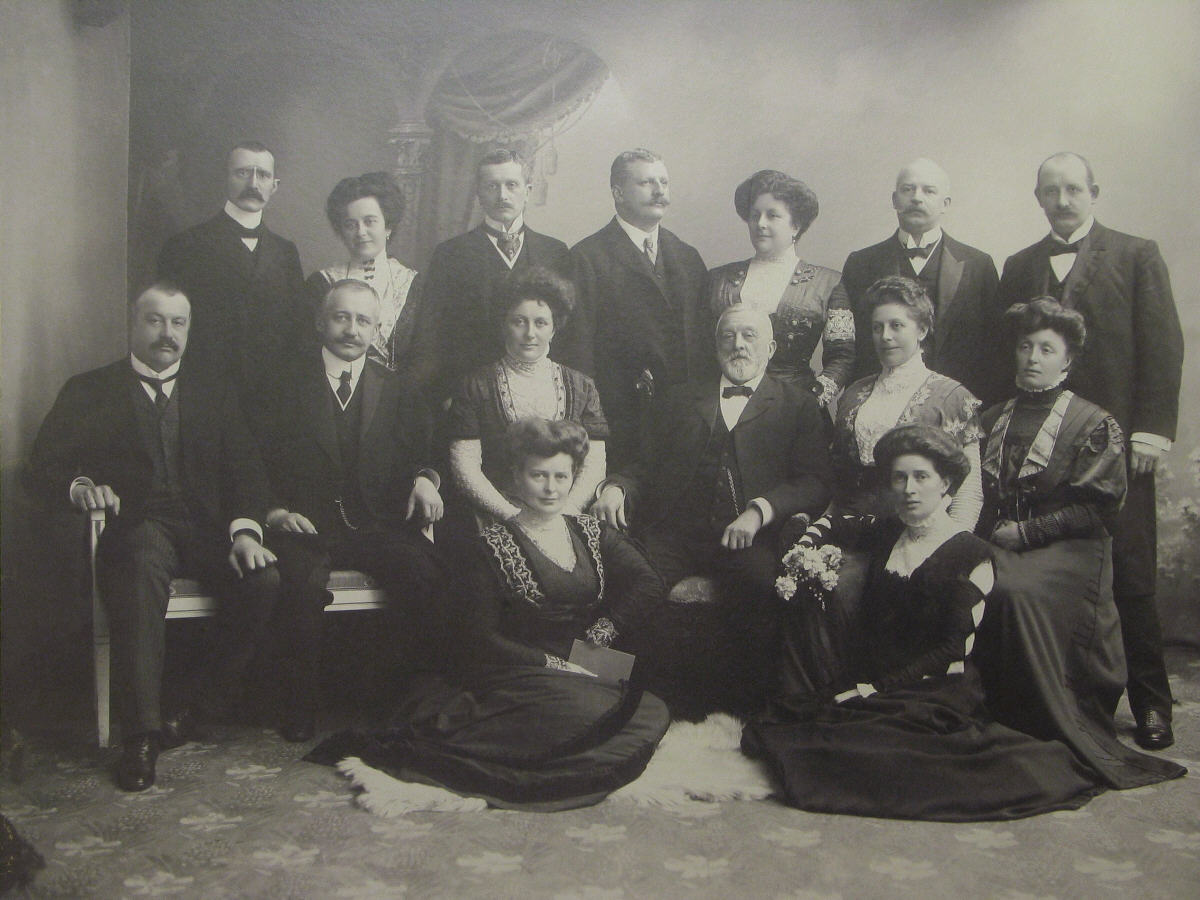
El cabeza de familia celebra su 75 cumpleaños en 1903.
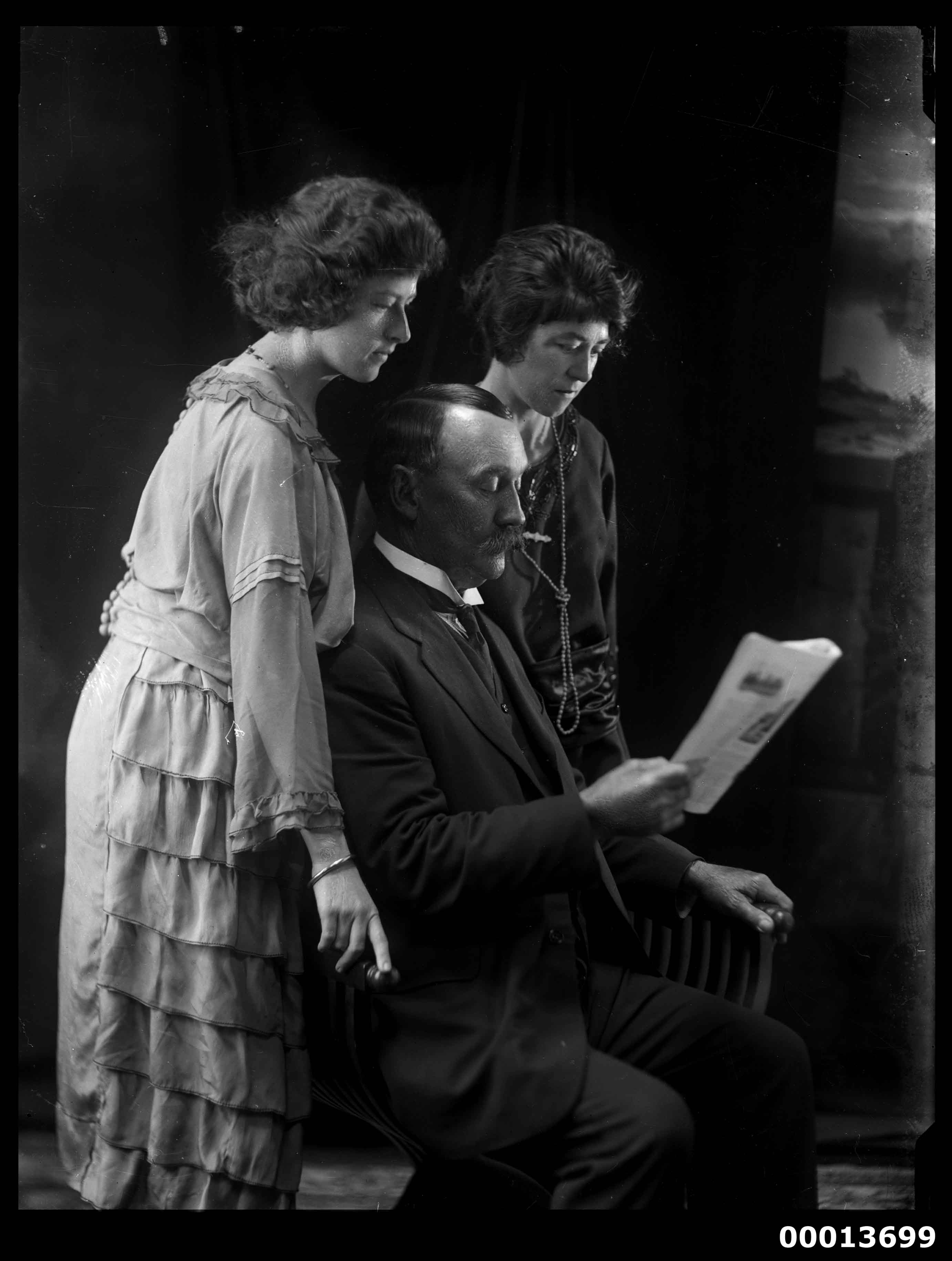
El cabeza de familia lee. Fotografía de 1925.